# Google Cloud Storage
Google Cloud Storage — це об'єктне сховище в інфраструктурі Google Cloud Platform. Тобто це вебслужба для зберігання, доступу та управлінням неструктурованими даними - об'єктами, Google Cloud Storage не призначений для безпосереднього використання користувачами як то Google Drive, або файлообмінники. Google Cloud Storage розроблено для роботи з програмним забезпеченням за допомогою RESTful API, зокрема сумісного з API S3 для роботи з об'єктними сховищами. Інфраструктура Google Cloud Platform надає масштабовність, дозволяє зберігати майже безмежну кількість даних, забезпечує надійність, також багато уваги приділено продуктивності завдяки кешуванню та глобальній доступності Google Cloud Platform у великій кількості географічних зон. 

## Загальний огляд
Об'єкт - це неструктуровані данні, які мають вміст та метадані, такі як ім'я, розмір, MIME-тип, права власності, списки доступу, та користувацькі метадані. Це схоже на файл на файловій системі, втім є суттєва різниця між роботою з файлом та об'єктом. В основному різниця полягає в тому, що об'єкт є неструктурованим та незмінним, в той час як файл може зберігати в собі наприклад базу даних, бути трохи модифікованим, наприклад змінені декілька блоків-сторінок в середині файлу, або дописано декілька рядків в кінець. У випадку таких змін об'єкта буде створена копія (версія) об'єкта.
Підтримується версіонування об'єктів та захист від випадкового видалення об'єктів (м'яке видалення, так що можна відновити випадково видаленні файли протягом місяця). 
Об'єкти зберігаються в контейнерах, які називаються бакетами (англ. buckets що перекладається як відро). Всі дані, що зберігаються в Google Cloud Storage, належать певному бакету. Їх можна використовувати для керування доступом, та організації даних. В бакеті можливо побудувати ієрархічну структуру каталогів для зручного управління об'єктами, проте вкладати бакети один в одного не можна. Доступ до об'єктів у Google Cloud Storage контролюється за допомогою політик IAM (Identity and Access Management) або списків ACL (Access Control List). Ці політики та списки пов'язані з обліковими записами користувачів або служб, та визначають, хто може отримувати доступ, змінювати або видаляти ці об'єкти.

## Класи зберігання
Існує декілька класів зберігання, кожен з яких має свої характеристики, призначення та ціну. Клієнт обирає який клас зберігання буде у його бакета. 
- standart - для загального призначення, найкраще для об'єктів що будуть часто змінюватись або видалятись
- nearline - для даних, доступ до яких будуть вимагати рідше ніж в standart, з мінімальним строком зберігання в 30 днів. Мають приблизно двічі дешевшу ціну зберігання[2], проте на відміну від standard доступ до даних тарифікується.
- coldline - для даних, доступ до яких будуть вимагати рідше ніж в coldline, з мінімальним строком зберігання в 90 днів. Мають ще дешевшу ціну зберігання, ніж nearline, також тарифікується доступ до даних.
- archive - для архівних даних, з мінімальним строком зберігання в рік. Мають найнижчу ціну зберігання, приблизно в 10 разів нижчу ніж standart, та тарифікованим доступом до даних.

## Порівняння з альтернативами
- Amazon S3 (simple storage service) від Amazon. Започаткував протокол S3 API, завдяки реалізації якого інші сервіси можуть надавати аналогічні послуги, таким чином ПЗ може відносно легко змінити свого провайдера об'єктного сховища, або підтримувати декілька провайдерів одночасно.
- Azure blob storage від Microsoft
- CloudFlare R2
- Backblaze B2
- Alibaba Cloud OSS
- Wasabi від wasabi.com
- DigitalOcean Spaces
- MinIO програмне забезпечення для розгортання об'єктного сховища on-premise.

## Обмеження
Розмір об'єкта в сховищі обмежений 5ТБ. Об'єкт мати ім'я довжиною до 1024 байт з використанням кодування UTF-8. В імені доступні майже всі символи різних алфавітів, окрім неписемних та символів що керують введенням. На користувацькі метадані також є обмеження. щоб вони сумарно мали об'єм не більше 8кб.
Вимоги щодо імені бакетів суттєво обмежені: дозволені лише абетко-цифрові імена в нижньому регістрі, з додаткових символів доступно лише  -, [[_]] та [[.]], на пробіли не дозволені, а також імена не можуть схожими на гуглові та на ip-адреси. в загальному випадку ім'я бакету повинно мати від 3 до 63 символів, але якщо воно представляє собою доменне ім'я то можливо до 222 символів.
Такі обмеження пов'язані з тим, що доступ до об'єкта може бути здійснений за допомогою URL-адрес, які мають вигляд:
- https://storage.googleapis.com/bucket/object
- http://bucket.storage.googleapis.com/object
- https://storage.cloud.google.com/bucket/object

Кількість даних які можна завантажити в сховище не обмежується, та визначається більше технічними та фінансовими можливостями користувача та центрів обробки даних Google.